# Integrated assessment
Integrated assessment (IA) of Integrale beoordeling verwijst naar procedures, vooral in de milieuwetenschappen, waarbij kennis uit verschillende vakgebieden op interdisciplinaire wijze wordt gecombineerd en onderzocht, en de resultaten met betrekking tot alternatieve actiescenario’s worden geëvalueerd en gepresenteerd. IA heeft tot doel de oorzaak-gevolg-ketens voor complexe processen zo volledig mogelijk in kaart te brengen. Meestal wordt gebruik gemaakt van geïntegreerde beoordelingsmodellen, (Integrated assessment modelling of IAM) waarin wordt getracht modellen uit verschillende disciplines te integreren tot een consistent overkoepelend model. “Geïntegreerde beoordeling” is geen duidelijk omschreven term; veel eerdere onderzoeksmethodes kunnen ook onder die noemer vermeld worden.
De aanpak heeft bijzonder belang gekregen bij de analyse van de gevolgen van de opwarming van de Aarde en het klimaatbeleid. Daarnaast wordt IA ook toegepast op andere gebieden, zoals het beheer van bodemgebruik, waterbeheer of de milieu-effecten van chemicaliën.

## Geschiedenis
De oorsprong van het begrip in de jaren zeventig hangt nauw samen met de opkomst van de eerste computersimulaties. De term werd waarschijnlijk voor het eerst gebruikt bij de studie van zure regen. De IA en het daarbij ontwikkelde RAINS-model (Regional Acidification Information and Simulation) hebben een belangrijke rol gespeeld bij de totstandkoming van het Verdrag grensoverschrijdende luchtverontreiniging over lange afstand uit 1979, en veel landen hebben hun aanvullend protocol inzake zwavelemissies gebaseerd op de aanbevelingen van IA.
IAM-modellen werden halverwege de jaren tachtig gaandeweg belangrijker bij het onderzoek naar de gevolgen van de klimaatopwarming, en de beleidsopties ter zake. Ze werden al gebruikt voordat in 1988 het Intergovernmental Panel on Climate Change (IPCC) werd opgericht. Tijdens de onderhandelingen voor het Klimaatverdrag van Rio uit 1992 werden de resultaten van IAM's hoofdzakelijk gebruikt om "veilige emissieplafonds" te zoeken waarmee zowel een gevaarlijke temperatuurstijging als onaanvaardbaar geachte economische verstoringen konden worden vermeden. Het was ook op deze basis dat de emissiereductiedoelstellingen van het Kyoto-protocol werden vastgesteld. Halverwege de jaren negentig waren er al meer dan 50 IAM's. Sindsdien zijn er meer inspanningen geleverd om een participatieve aanpak te integreren in de IA van het klimaatbeleid, bijvoorbeeld in het ULYSSES-project van de EU.
Rond de eeuwwisseling ontstonden initiatieven zoals het European Forum for Integrated Environmental Assessment, The Integrated Assessment Society, het IAM Consortium, en gespecialiseerde instituten zoals het Oostenrijkse International Institute for Applied Systems Analysis. Het IPCC verwijst voor het klimaat- en energie-onderzoek naar een reeks academische organisaties en onderzoeksinstellingen die IAM-modellen aanleveren.